# Lake Annie
Der Lake Annie ist ein Gebirgssee im Southland District der Region Southland auf der Südinsel von Neuseeland.

## Namensherkunft
Der See wurde von James Fowler nach seiner Stieftochter Annie Lindsay benannt.

## Geographie
Der Lake Annie befindet sich westlich der Keppler Mountains, rund 9,1 km nordwestlich des North Arm des Lake Manapouri und rund 11,8 km ostnordöstlich des Doubtful Sound/Patea. Der See, der die Form einer gebogenen Möhre hat, erstreckt sich von Norden in einem Rechtsbogen nach Westen über eine Länge von rund 1,1 km und misst an seiner breitesten Stelle rund 365 m in Ost-West-Richtung. Die Flächenausdehnung des Sees beträgt rund 24 Hektar und der Seeumfang kommt auf eine Länge von rund 2,76 km.
Der See bekommt seinen Zulauf von Norden über den Awe Burn, der den See an seinem westlichen Ende auch wieder entwässert.